# Traubenmadonna (Kloster Fürstenfeld)

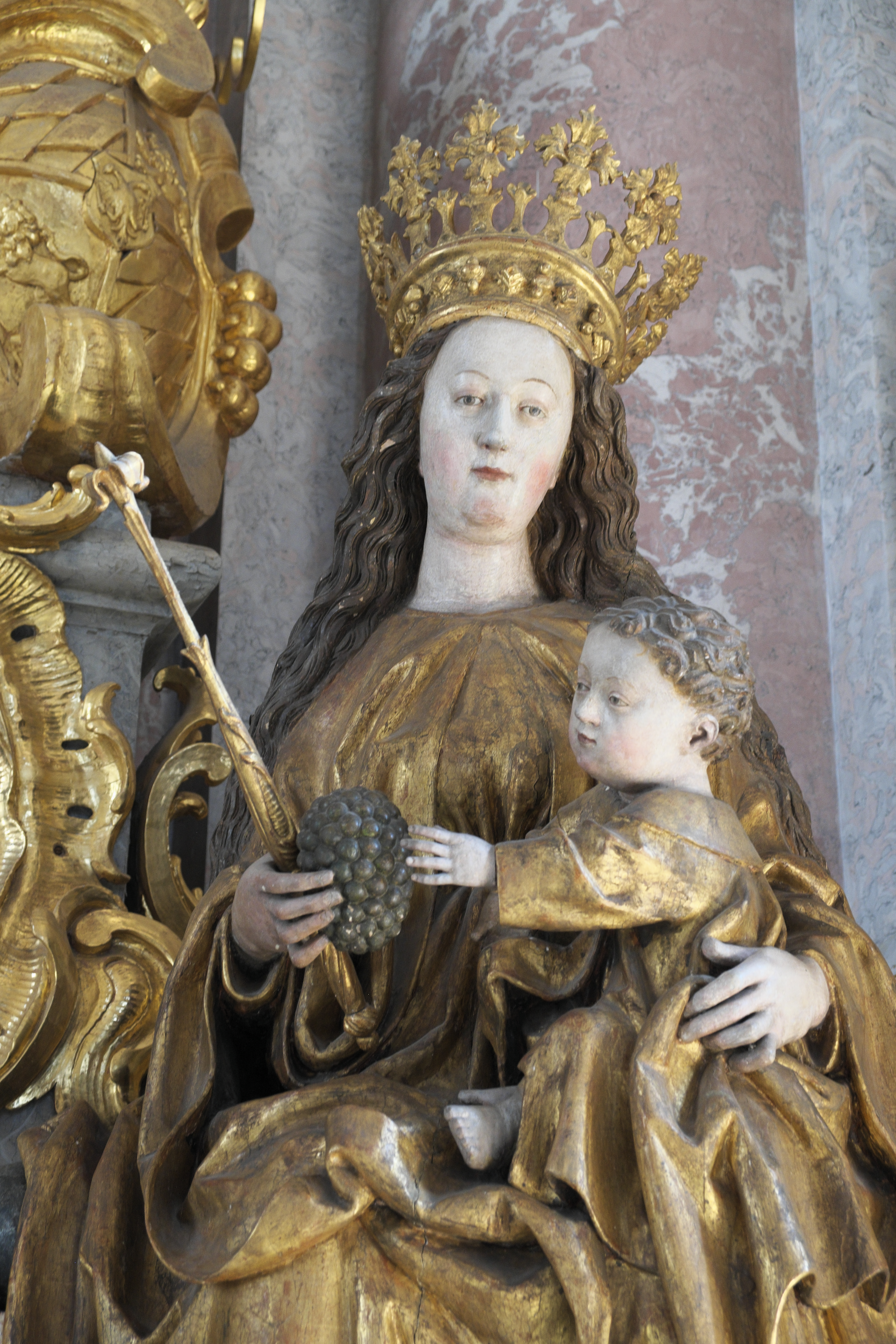
Traubenmadonna in der Kirche St. Mariä Himmelfahrt in Fürstenfeldbruck

Die Traubenmadonna in der Kirche St. Mariä Himmelfahrt des ehemaligen Klosters Fürstenfeld in Fürstenfeldbruck, der Kreisstadt des oberbayerischen Landkreises Fürstenfeldbruck, wird dem Münchner Bildschnitzer Ulrich Neunhauser, genannt Kriechbaum, zugeschrieben und um 1470 datiert. Sie stand ursprünglich im früheren spätgotischen Hochaltar der Kirche. Die hölzerne, sitzende Madonna mit Kind ist als Teil der Kirchenausstattung ein geschütztes Baudenkmal.
Maria mit einer Krone auf dem Kopf und einem Szepter und einer Weintraube in der rechten Hand hält mit der linken das auf ihrem Schoß sitzende Jesuskind. Der Griff des Kindes nach der Traube wird als Symbol des späteren Leidens Christi interpretiert. Die lockigen Haare Marias fallen weit über ihre Schultern, die vielen Falten ihres Kleides geben ihrer Gestalt eine Fülle.